# Capital social y pobreza
El capital social es un concepto que la economía ha tomado de la sociología, introduciendo una mirada y análisis propios. La definición de capital social no es única pero puede expresarse como un activo que surge de las relaciones de unos con otros y (de forma correlacionada) de la participación en organizaciones; y tales relaciones facilitan el acceso a otros recursos.

## Introducción
Dado que el capital social pone el acento en las vinculaciones y redes que dispone una unidad de análisis como puede ser el hogar, es importante incorporarlo al análisis de la pobreza, en cuanto brinda un recurso no valorado por la teoría económica convencional que pone el acento en las carencias y no en las potencialidades y recursos existentes. Para plantear la superación de la pobreza es importante conectar a quienes la sufren con recursos y oportunidades que les permitan superar su situación y progresar, realizando un cambio cualitativo de sus condiciones de vida.

## El capital social en la economía
Se considera que el capital social es una forma de capital porque presenta determinadas características. El capital social es duradero, tiene efectos de alguna manera persistentes en la interacción social o en lo que esta consigue, por ejemplo: la obtención de un logro que se mantiene en el tiempo aunque el grupo que interactúa se disuelva. Puede ser un bien sustitutivo o un bien complementario de otros recursos. El capital social, al igual que el físico y el humano, necesita mantenimiento dado que las relaciones sociales requieren dedicación. Además, el capital social no se deprecia con el uso, sino que mejora y se acrecienta y si no se usa se deteriora rápidamente. El capital social al igual que las otras formas de capital, y en concurrencia con ellas, crea valor.
El capital social tiene un valor limitado si éste no se encuentra combinado con otras formas de capital (físico, natural, humano). Dado que es un activo tiene un costo de producción o de adquisición, vinculado esencialmente al costo de oportunidad del tiempo y los recursos empleados en formarlo. Por ejemplo, la participación en determinados grupos necesita que se dedique cierta cantidad de horas y tal vez dinero, para las actividades, y en esta interacción se producirá el capital social que permitirá el acceso a nuevos recursos.

## Vinculación con el estudio de la pobreza
Las interacciones sociales logran efectos económicos (en los ingresos de las familias) que no son siempre su intención original, al igual que provocan distintas externalidades. Así, el capital social se convierte en un importante activo de los pobres para resistir la situación de fluctuantes y bajos ingresos y alcanzar mejores condiciones de vida.
Sin pretender aportar la definitiva solución al problema multifacético de la pobreza, el enfoque de capital social introduce una nueva manera de integrar a su estudio, activos que no son tenidos en cuenta en el análisis económico convencional. La medición de la pobreza se basa en los ingresos (línea de pobreza) o en el indicador de necesidades básicas insatisfechas y estas tipificaciones no alcanzan para profundizar el estudio de la heterogeneidad de este fenómeno. 
Por lo tanto, el concepto de capital social nos permite discutir sobre los efectos de estos intangibles en la superación de la pobreza y plantear las formas de movilizar recursos existentes y accesibles para quienes la sufren. El mercado no siempre recoge todas las posibilidades de transacción, y fuera de él puede abrirse un panorama alentador para los más vulnerables. 
“El capital social es un recurso acumulable que crece en la medida que se hace uso de él. Dicho a la inversa, el capital social se devalúa si no es renovado” (Lechner, 2000). Por esto, propiciar su desarrollo puede ayudar a la generación de círculos virtuosos, que retroalimenten los mecanismos necesarios para alcanzar un desarrollo humano integral y sostenido en el tiempo. Sin embargo, debe tenerse en cuenta que las profundas desigualdades de ingresos y educación también provocan grandes diferencias en el capital social de los distintos grupos socioeconómicos, y esto a su vez, agudiza la brecha entre pobres y ricos.
El capital social tiene en cuenta interacciones fuera del mercado, que tienen efectos económicos para sus poseedores o la comunidad en su conjunto. Evaluando a nivel microeconómico, mejora el funcionamiento de los mercados, porque las relaciones estables de confianza, reciprocidad y cooperación reducen los costos de transacción y la incertidumbre. 
Las políticas públicas diseñadas para fomentar el aumento de este tipo de capital deberían ser útiles para el desarrollo de estrategias de movilidad social y para enfrentar crisis económicas. Siendo el capital social un activo de formación lenta y sostenida en el tiempo, se necesitan políticas de largo plazo, que presenten continuidad y persistencia en sus objetivos

## Clasificación y potencialidades para superar la pobreza
El capital social puede separarse en: capital de unión, de aproximación y de vinculación.
El capital social de unión (lazo) se conforma con vínculos (heredados o creados) firmes y un contacto personal frecuente. Es el existente entre los miembros de una familia, socios de pequeñas empresas, miembros de una comunidad reducida. El capital social de unión sirve para la sobrevivencia, genera reciprocidad, representa un apoyo en momentos de crisis porque permite compartir recursos. Pero es poco probable que este capital social permita una acumulación significativa de otros activos, ya que las posibilidades de un grupo o comunidad son limitadas. Por lo tanto, es un capital social que puede permitir un alivio de la pobreza, pero no su superación. 
El capital social de aproximación (puente) existe en las relaciones asimétricas entre personas que tienen un contacto personal limitado y diferencias en cuanto a los recursos que poseen; trata de relaciones entre miembros heterogéneos y pertenecientes a distintos grupos socioeconómicos, culturales, étnicos, etc. 
El capital social de vinculación (escalera) hace referencia a las conexiones entre individuos o grupos con las instituciones formales del Estado, para aprovechar los recursos, ideas e informaciones que estas les posibilitan.
Estas dos últimas formas de capital social (puente y escalera) ofrecen la posibilidad de acceder a recursos que existen fuera de una primera red de contactos o de estructuras sociales reducidas. Son un capital social que permite avanzar, es decir, constituyen un capital social que se presta más a la superación de la pobreza porque permiten la conexión con personas que disponen de variados y múltiples recursos que pueden compartirse, por ejemplo: contactos para conseguir trabajo, recursos excedentes para prestar sin necesidad de garantías, consultas profesionales accesibles, etc.

## Formas de medición
A nivel microeconómico, existen variables que son usadas para determinar el acervo de este capital en el hogar y vincularlo así a los niveles de ingreso. De esta manera las relaciones que se establecen permiten concluir de que formas el hogar organiza este capital y como lo utiliza. 
En relación a la pobreza, es de gran importancia poner el acento en los recursos con los que cuenta el hogar más que en sus carencias. De esta forma es posible potenciar sus activos y motivar estrategias de superación desarrollando el capital social que le brinda mejores herramientas.
En investigación económica, las variables usadas para medir este atributo a nivel de hogares pueden ser: 
- la participación en grupos de distinta índole como religiosos, culturales, políticos, recreativos, artísticos.
- la familia extendida
- frecuencia de contacto con familiares y amigos
- red de contactos
- nivel de confianza
- participación en acciones colectivas

En conclusión, el capital social familiar permite superar condiciones de vulnerabilidad y crisis. Las medidas más relevantes a nivel microeconómico de capital social como participación en grupos, red de contactos y participación en tareas comunitarias están directamente relacionadas con el nivel de ingresos de las familias. Un mayor nivel de participación se relaciona con un mayor ingreso; en especial cuando los grupos son heterogéneos y vinculan gente que puede actuar como influencia positiva, brindar apoyo económico y compartir experiencias de superación con los que menos tienen.